# Broschera
Broschera innebär en textil som vävt genom att mönstrets trådar inte löper från stad till stad, utan bara inom konturerna för den mönsterfigur där de skall framträda, och avskärmas där den upphör. Krabbasnår (av snärja) kan sägas vara en typ av broschering.
Broschering används främst där mönstren är mycket glesa eller mycket brokiga, för att hindra att väven annars skulle bli väldigt tung och massiv, liksom för att minska åtgången av dyrbara material, då exempelvis siden eller guldtråd används.
Ordet är en försvenskning av franska brocher, som exakt betyder att väva med dyrbara inslag såsom guld- eller silvertråd eller med silke.
Broschera kan även betyda att häfta (med häftklammer eller på annat sätt), och syftar då på att förse ett häfte med omslag och rygg av papp, därav namnet broschyr, eller helt enkelt hålla samman två eller flera blad.
Alla dessa betydelser kan härledas från franska broche, som betyder stift, nål, pinne, sticka m m; därav svenska brosch: ett litet smycke eller annan dekoration, som fästes med en nål.